# South Pasadena (Florida)
South Pasadena ist eine Stadt im Pinellas County im US-Bundesstaat Florida.
Das U.S. Census Bureau hat bei der Volkszählung 2020 eine Einwohnerzahl von 5353 ermittelt.

## Geographie
South Pasadena liegt am Gulf Intracoastal Waterway und grenzt direkt an die Städte Gulfport, St. Pete Beach und Saint Petersburg. Die Stadt liegt rund 20 Kilometer südlich von Clearwater sowie etwa 35 Kilometer südwestlich von Tampa.

## Demographische Daten
Laut der Volkszählung 2010 verteilten sich die damaligen 4964 Einwohner auf 4619 Haushalte. Die Bevölkerungsdichte lag bei 2757,8 Einw./km². 95,8 % der Bevölkerung bezeichneten sich als Weiße, 1,8 % als Afroamerikaner, 0,1 % als Indianer und 1,1 % als Asian Americans. 0,6 % gaben die Angehörigkeit zu einer anderen Ethnie und 0,6 % zu mehreren Ethnien an. 3,2 % der Bevölkerung bestand aus Hispanics oder Latinos.
Im Jahr 2010 lebten in 4,1 % aller Haushalte Kinder unter 18 Jahren sowie 66,4 % aller Haushalte Personen mit mindestens 65 Jahren. 32,7 % der Haushalte waren Familienhaushalte (bestehend aus verheirateten Paaren mit oder ohne Nachkommen bzw. einem Elternteil mit Nachkomme). Die durchschnittliche Größe eines Haushalts lag bei 1,46 Personen und die durchschnittliche Familiengröße bei 2,20 Personen.
4,0 % der Bevölkerung waren jünger als 20 Jahre, 9,2 % waren 20 bis 39 Jahre alt, 19,7 % waren 40 bis 59 Jahre alt und 67,0 % waren mindestens 60 Jahre alt. Das mittlere Alter betrug 69 Jahre. 41,1 % der Bevölkerung waren männlich und 58,9 % weiblich.
Das durchschnittliche Jahreseinkommen lag bei 34.649 $, dabei lebten 9,7 % der Bevölkerung unter der Armutsgrenze.
Im Jahr 2000 war Englisch die Muttersprache von 93,55 % der Bevölkerung, spanisch sprachen 2,03 % und 4,42 % hatten eine andere Muttersprache.

## Verkehr
South Pasadena wird von der Florida State Road 693 durchquert. Der nächste Flughafen ist der St. Petersburg-Clearwater International Airport (rund 15 km nordöstlich).

## Kriminalität
Die Kriminalitätsrate lag im Jahr 2010 mit 152 Punkten (US-Durchschnitt: 266 Punkte) im niedrigen Bereich. Es gab einen Raubüberfall, sechs Körperverletzungen, 14 Einbrüche, 132 Diebstähle und acht Autodiebstähle.